# Tonga vid världsmästerskapen i simsport 2022
Tonga tävlade vid världsmästerskapen i simsport 2022 i Budapest i Ungern mellan den 17 juni och 3 juli 2022. Tonga hade en trupp på två idrottare.

## Simning
| Idrottare       | Gren                          | Heat    | Heat      | Semifinal        | Semifinal        | Final            | Final            |
| Idrottare       | Gren                          | Tid     | Placering | Tid              | Placering        | Tid              | Placering        |
| --------------- | ----------------------------- | ------- | --------- | ---------------- | ---------------- | ---------------- | ---------------- |
| Finau Ohuafi    | Herrarnas 100 meter frisim    | 54,95   | 84        | Gick inte vidare | Gick inte vidare | Gick inte vidare | Gick inte vidare |
| Finau Ohuafi    | Herrarnas 100 meter fjärilsim | 59,83   | 59        | Gick inte vidare | Gick inte vidare | Gick inte vidare | Gick inte vidare |
| Charissa Panuve | Damernas 200 meter frisim     | 2.22,93 | 38        | Gick inte vidare | Gick inte vidare | Gick inte vidare | Gick inte vidare |
| Charissa Panuve | Damernas 100 meter fjärilsim  | 1.15,01 | 30        | Gick inte vidare | Gick inte vidare | Gick inte vidare | Gick inte vidare |